# Altamont (Illinois)
Altamont város az USA Illinois államában, Effingham megyében. Lakosainak száma 2216 fő (2020. április 1.).

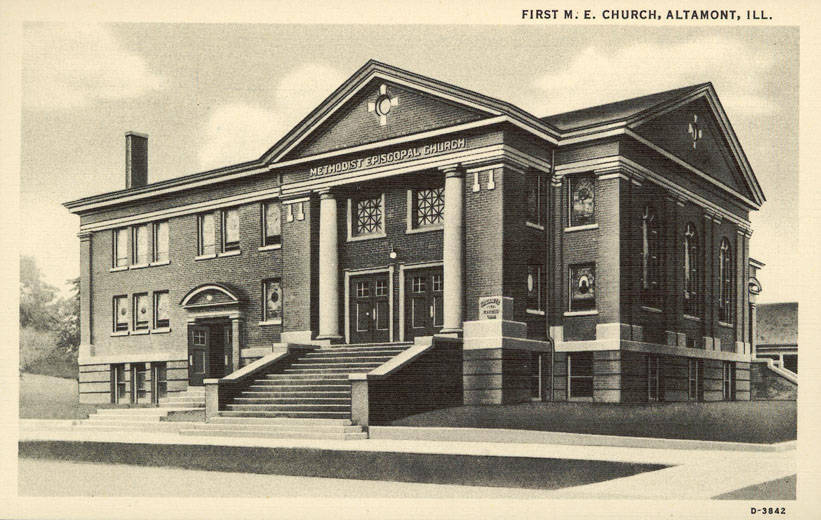
Az altamonti templom 1935-ben

## Népesség
A település népességének változása:

| 2010 | 2 319 |
| 2020 | 2 216 |